# Маловодне
Малово́дне — селище Мирненської селищної громади Волноваського району Донецької області, Україна. Населення становить 98 осіб.

## Загальні відомості
Відстань до Бойківського становить 31 км і проходить переважно автошляхом Т 0512. У селищі розташований обгінний пост Кічиксу. Землі села межують із територією с. Кирилівка Маріупольського району Донецької області.

## Населення
За даними перепису 2001 року населення селища становило 98 осіб, із них 19,39 % зазначили рідною мову українську та 80,61 % — російську.